# Solberga och Ålem
Solberga och Ålem är en småort i Mönsterås kommun, belägen öster om tätorten Ålem. Småorten omfattar kyrkbyn Ålems kyrkby och bebyggelse i orten Solberga. 

## Samhället
I Ålems kyrkby finns förutom Ålems kyrka, Sveriges äldsta grundskola i drift, som grundades av Johan Skytte (Skytteanska skolan).

## Administrativ historik
1960 avgränsade SCB en tätort under namnet Ålems kyrkby med 295 invånare  inom Ålems landskommun. 1980 hade folkmängden minskat till under 200 och tätorten upplöstes. 1990 avgränsades istället en småort med beteckningen Mönsterås:1. Senare har beteckningen justerats till Solberga + Knutskulla för att sedan få benämningen Solberga och Ålem. 2018 klassades området som en tätort med namnet Solberga och Ålems kyrkby för att 2020 åter klassas som en småort.